# Protomycopsis
Protomycopsis är ett släkte av svampar. Protomycopsis ingår i familjen Protomycetaceae, ordningen Taphrinales, klassen Taphrinomycetes, divisionen sporsäcksvampar och riket svampar.
|               | Protomyces |
|               | |
|               | Taphridium |
|               | |
|               | Volkartia |
|               | |
|               | Buerenia |
|               | |
| Protomycopsis | \| \| Protomycopsis purpureotingens \| \| \| \| \| \| Protomycopsis leucanthemi \| \| \| \| \| \| Protomycopsis phaseoli \| \| \| \| |
|               | \| \| Protomycopsis purpureotingens \| \| \| \| \| \| Protomycopsis leucanthemi \| \| \| \| \| \| Protomycopsis phaseoli \| \| \| \| |
|               | Saitoella |
|               | |
|               | Protomycopsis purpureotingens |
|               | |
|               | Protomycopsis leucanthemi |
|               | |
|               | Protomycopsis phaseoli |
|               | |

|  | Protomycopsis purpureotingens |
|  |                               |
|  | Protomycopsis leucanthemi     |
|  |                               |
|  | Protomycopsis phaseoli        |
|  |                               |